# Saxifraga scleropoda
Saxifraga scleropoda är en stenbräckeväxtart som beskrevs av Somm. och Levier.. Saxifraga scleropoda ingår i Bräckesläktet som ingår i familjen stenbräckeväxter. Inga underarter finns listade i Catalogue of Life.